# 苏妮萨·李
蘇妮薩·李（英語：Sunisa Lee，2003年3月9日—）是一位来自美國明尼蘇達州聖保羅的女子競技體操運動員。她在2020年夏季奧林匹克運動會體操比賽上獲得女子個人全能賽金牌以及女子體操團體銀牌。她也是該届奧運會美國女子體操代表隊中最年輕的成員。她也是第一位參加奧運會的苗族裔美國人體操運動員，父母為來自寮國的難民。